# Emperor (EP)
Emperor è il primo EP del gruppo musicale norvegese Emperor, è stato pubblicato nel 1993 dalla Candlelight Records e, originariamente, limitato a 'sole' 500 copie.
È composto da due inediti e da delle ri-registrazioni di due tracce originariamente contenute nel demo del 1992 Wrath of the Tyrant.
La copertina dell'album è un'illustrazione di Gustave Doré per la Bibbia, rappresenta la morte.
Successivamente, uscì sotto forma di split con gli Enslaved e, fu rimasterizzato e ripubblicato nel 1998 assieme al demo Wrath of the Tyrant.
Questa è l'ultima registrazione di Mortiis con la band.

## Tracce
Testi di Mortiis, musiche di Samoth & Ihsahn.
1. I Am the Black Wizards – 6:24
2. Wrath of the Tyrant – 4:15
3. Night of the Graveless Souls – 3:14
4. Cosmic Keys to My Creations and Times – 6:22

## Formazione
- Ihsahn – voce, chitarra e tastiere
- Samoth – chitarra
- Mortiis – basso
- Faust – batteria